# Manuel Villar Raso
Manuel Villar Raso (Ólvega, 27 de noviembre de 1936 - Granada, 23 de noviembre de 2015) fue un profesor y novelista español. Doctor en literatura norteamericana por la Universidad de Madrid y Master of Arts por la Universidad de Nueva York. Finalista del Premio Nadal con Mar ligeramente sur en 1975 y miembro de la International Society for the study of contemporary of Literature & Theater así como de la Real Academia de las Buenas Letras de Granada, ocupando el sillón con la letra K. 

## Trayectoria académica
Fue pastor en los primeros años de su vida y luego ingresó en un seminario, donde permaneció hasta los 22 años, cuando se trasladó a Madrid y empezó sus estudios en la universidad. Trabajó en Stoke-on-Trent, Inglaterra, Edmonton, Canadá, y Nueva York, donde permaneció dos años y comenzó su andadura literaria. Fue director de instituto y profesor de literatura en la Autónoma de Barcelona, de donde pasó a la de Granada. Asimismo, fue profesor visitante en las universidades de Temple, Filadelfia, Hayward, California, y Nueva Orleans. En 1995 presidió la Conferencia de Escritores, celebrada en Granada, con la participación excepcional de Scott Momaday y Miguel Méndez de los Estados Unidos. Entre los congresos internaciones por él dirigidos, figuran el de Whitman Centennial (1992), y el Primer Congreso Internacional de Literatura Chicana en Europa, con la participación de veintidós escritores chicanos (1998). Dirigió tesis doctorales, expediciones de la Universidad de Granada a África y dio numerosas conferencias en España, Holanda, Grecia, Inglaterra y Estados Unidos. Apasionado por África, colaboró en numerosos guiones televisivos sobre Mauritania, Mali, Burkina Faso y Níger.

## Trayectoria literaria
El tema que en sus primeras novelas fascinó su imaginación fue la violencia. En 1975 fue finalista del Premio Nadal. Cándido Pérez Gállego consideraba que el autor no tenía el reconocimiento merecido y que estaba fuera de los circuitos oficiales de nuestra cultura. Sin embargo, como destacó Francisco Morales Lomas, lo que más se ha destacado de su novela Mar ligeramente sur (1975) es la profundidad de su lenguaje, su limpieza y elegancia así como su maestría en su primera novela, como reconocía Ángel Capellán Lozano: El lenguaje, ese personaje secreto, que en las obras maestras se apodera de nosotros sin darnos cuenta, del que llegamos a ser partícipe; y amigos cuando el autor ha sabido darle la verdadera dimensión mágica, es, en definitiva, el alma y el aliento de una obra de ficción. Y nada menos que esto es en la obra de Villar Raso, lo que más nos llama la atención desde el principio. Sin rebuscamientos, con precisión limpia y elegante, este novelista parece haber deseado, intencionalmente, una depuración poética y ha conseguido en muchas ocasiones pasajes líricos poco comunes en las obras.
Entre novela y novela, Villar Raso escribió numerosos ensayos, principalmente sobre novelas experimentales norteamericanas. Fascinado por Nathanael West, se sentía afín a su sensibilidad. Sus artículos y ensayos aparecieron en numerosas revistas literarias como Camp de l'Arpa, Hora de Poesía, así como en suplementos literarios de periódicos.